# Formica serresi
Formica serresi é uma espécie de formiga do gênero Formica, pertencente à subfamília Formicinae.